# Cueva de San Ignacio
Cueva de San Ignacio är ett monument i Spanien.   Det ligger i provinsen Província de Barcelona och regionen Katalonien, i den östra delen av landet, 500 km öster om huvudstaden Madrid. Cueva de San Ignacio ligger 229 meter över havet.
Terrängen runt Cueva de San Ignacio är kuperad åt sydväst, men åt nordost är den platt. Cueva de San Ignacio ligger nere i en dal.Runt Cueva de San Ignacio är det ganska tätbefolkat, med 166 invånare per kvadratkilometer. Närmaste större samhälle är Manresa, 0,91 km nordväst om Cueva de San Ignacio. 